# 보하이 철로 페리

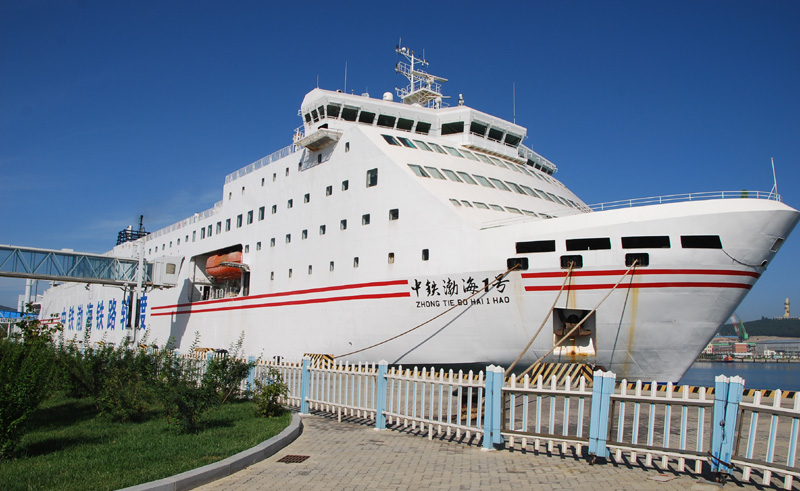
보하이 1호

보하이 철도 페리(渤海铁路轮渡)는 중국 랴오닝성 다롄시와 산둥성 옌타이시를 잇는 철도 연락선이다. 해당 연락선은 보하이해에 의해 산둥반도와 랴오둥반도가 서로 단절되자 이를 쉽게 연결하여 양쪽 지역을 빠르게 주파할 수 있는 연락선으로, 연락선 안에 철도를 삽입하고 있어, 일본과 비슷하게 열차를 연락선 안에 넣는 주요 특징이 있다.

## 같이 보기
- 다롄시
- 옌타이시